# Atomera
Atomera Incorporated és una empresa d'enginyeria de materials amb seu a Los Gatos, Califòrnia dedicada al desenvolupament, comercialització i llicència de processos i tecnologies per a la indústria dels semiconductors. Les activitats d'investigació i desenvolupament d'Atomera se centren en el desenvolupament de Mears Silicon Technology (MST), un nou enfocament per a la fabricació de materials semiconductors. MST és una tecnologia de procés escalable, d'alt rendiment i eficient energèticament que es pot utilitzar per millorar el rendiment, la potència i el cost dels dispositius semiconductors. La tecnologia s'ha demostrat amb èxit en dispositius de consum i industrials, i actualment s'està comercialitzant.

## Història
Atomera va ser fundada per Robert J. Mears l'any 2001 i té la seu a Los Gatos, Califòrnia. Abans era coneguda com Mears Technologies, Inc. i va canviar el seu nom a Atomera Incorporated el gener de 2016. Es cotitza al NASDAQ com ATOM.
El 2017 es va signar un acord mestre de serveis d'R+D entre Atomera i TSI Semiconductors. En virtut d'aquest acord amb TSI, Atomera podria escurçar els temps de cicle de fabricació i accelerar els terminis del mercat.

## Tecnologia
Atomera va utilitzar la ciència dels materials a nivell atòmic per desenvolupar un material anomenat Mears Silicon Technology (MST) en resposta a la desacceleració de l'avenç de la llei de Moore. MST és una pel·lícula prima de 100 a 300 angstroms (o aproximadament 20 a 60 cèl·lules unitats atòmiques de silici) de gruix que és un silici redissenyat. El 2018, Atomera va llicenciar la tecnologia MST a Asahi Kasei Microdevices i STMicroelectronics.
El novembre de 2021, Atomera va presentar un "disseny de tecnologia pròpia per millorar el rendiment dels transistors analògics de 5V reduint la resistència del canal".